# Hangji (köpinghuvudort i Kina, Jiangsu Sheng, lat 32,37, long 119,53)
Hangji (kinesiska: 杭集, 杭集镇) är en köpinghuvudort i Kina. Den ligger i provinsen Jiangsu, i den östra delen av landet, omkring 77 kilometer nordost om provinshuvudstaden Nanjing. Antalet invånare är 41 205. Befolkningen består av 20 472 kvinnor och 20 733 män. Barn under 15 år utgör 10,0 %, vuxna 15-64 år 78 %, och äldre över 65 år 10,0 %.
Runt Hangji är det tätbefolkat, med 613 invånare per kvadratkilometer. Närmaste större samhälle är Yangzhou, 9,7 km väster om Hangji. Trakten runt Hangji består till största delen av jordbruksmark.
Genomsnittlig årsnederbörd är 1 302 millimeter. Den regnigaste månaden är juli, med i genomsnitt 255 mm nederbörd, och den torraste är januari, med 30 mm nederbörd.